# Centrothele mossman
Centrothele mossman är en spindelart som beskrevs av Norman I. Platnick 2000. Centrothele mossman ingår i släktet Centrothele och familjen Lamponidae.
Artens utbredningsområde är Queensland. Inga underarter finns listade i Catalogue of Life.